# Lijst van onroerend erfgoed in Antwerpen/Dam
Een overzicht van het onroerend erfgoed in de wijk Dam in de gemeente Antwerpen. Het onroerend erfgoed maakt deel uit van het cultureel erfgoed in België.
| Object                                                            | Erfgoedstatus?          | Bouwjaar of architect | Deelgemeente | Adres                       | Coördinaten                   | Nummer? | Afbeelding                                                        |
| ----------------------------------------------------------------- | ----------------------- | --------------------- | ------------ | --------------------------- | ----------------------------- | ------- | ----------------------------------------------------------------- |
| Lagere Jongensschool 18, Lagere Meisjeschool 17, en Kindertuin 14 |                         |                       | Antwerpen    | Bredastraat 35-37           | 51° 13' 59" NB, 4° 25' 16" OL | 6557    | Lagere Jongensschool 18, Lagere Meisjeschool 17, en Kindertuin 14 |
| Burgerhuis in art-nouveaustijl                                    |                         |                       | Antwerpen    | Bredastraat 113             | 51° 14' 8" NB, 4° 25' 26" OL  | 6558    | Burgerhuis in art-nouveaustijl                                    |
| Sint-Jacobskapel                                                  |                         |                       | Antwerpen    | Bredastraat 34              | 51° 13' 58" NB, 4° 25' 19" OL | 6559    | Sint-Jacobskapel                                                  |
| Hoekhuis met de Drie Snellenstraat                                |                         |                       | Antwerpen    | Bredastraat 80-82           | 51° 14' 3" NB, 4° 25' 25" OL  | 6560    | Hoekhuis met de Drie Snellenstraat                                |
| Station Antwerpen-Dam                                             | Monument: station, brug |                       | Antwerpen    | Damplein 27                 | 51° 13' 52" NB, 4° 25' 30" OL | 6676    | Station Antwerpen-Dam                                             |
| Winkelhuis met stal in art-nouveaustijl                           | stadsgezicht            |                       | Antwerpen    | De Marbaixstraat 5-7        | 51° 13' 40" NB, 4° 26' 14" OL | 6700    | Winkelhuis met stal in art-nouveaustijl                           |
| Burgerhuis in eclectische stijl                                   | stadsgezicht            |                       | Antwerpen    | De Marbaixstraat 9-11       | 51° 13' 40" NB, 4° 26' 14" OL | 6701    | Burgerhuis in eclectische stijl                                   |
| Burgerhuis in art-nouveaustijl                                    | stadsgezicht            |                       | Antwerpen    | De Marbaixstraat 27         | 51° 13' 41" NB, 4° 26' 13" OL | 6702    | Burgerhuis in art-nouveaustijl                                    |
| Burgerhuis in art-nouveaustijl                                    | stadsgezicht            |                       | Antwerpen    | De Marbaixstraat 31         | 51° 13' 41" NB, 4° 26' 13" OL | 6703    | Burgerhuis in art-nouveaustijl                                    |
| Burgerhuis met paardenstal en magazijn                            | stadsgezicht            |                       | Antwerpen    | De Marbaixstraat 39         | 51° 13' 41" NB, 4° 26' 12" OL | 6704    | Burgerhuis met paardenstal en magazijn                            |
| Burgerhuis in art-nouveaustijl                                    | stadsgezicht            |                       | Antwerpen    | De Marbaixstraat 47         | 51° 13' 42" NB, 4° 26' 12" OL | 6705    | Burgerhuis in art-nouveaustijl                                    |
| Gekoppelde burgerhuizen in art-nouveaustijl                       | stadsgezicht            |                       | Antwerpen    | De Marbaixstraat 49-51      | 51° 13' 43" NB, 4° 26' 12" OL | 6706    | Gekoppelde burgerhuizen in art-nouveaustijl                       |
| Café De Marbaix                                                   | stadsgezicht            |                       | Antwerpen    | De Marbaixstraat 2          | 51° 13' 38" NB, 4° 26' 16" OL | 6707    | Café De Marbaix                                                   |
| Winkelhuis in art-nouveaustijl                                    | stadsgezicht            |                       | Antwerpen    | De Marbaixstraat 4          | 51° 13' 39" NB, 4° 26' 16" OL | 6708    | Winkelhuis in art-nouveaustijl                                    |
| Gekoppelde meergezinswoningen in art-nouveaustijl                 | Monument                |                       | Antwerpen    | De Marbaixstraat 8-10       | 51° 13' 39" NB, 4° 26' 16" OL | 6709    | Gekoppelde meergezinswoningen in art-nouveaustijl                 |
| Burgerhuis in art-nouveaustijl                                    | Monument                |                       | Antwerpen    | De Marbaixstraat 14         | 51° 13' 39" NB, 4° 26' 16" OL | 6710    | Burgerhuis in art-nouveaustijl                                    |
| Aannemerswoning Louis Masson-Thys                                 | stadsgezicht            |                       | Antwerpen    | De Marbaixstraat 20         | 51° 13' 40" NB, 4° 26' 15" OL | 6711    | Aannemerswoning Louis Masson-Thys                                 |
| Pakhuis met huurkwartieren                                        | stadsgezicht            |                       | Antwerpen    | De Marbaixstraat 24-30      | 51° 13' 40" NB, 4° 26' 15" OL | 6712    | Pakhuis met huurkwartieren                                        |
| Gekoppelde meergezinswoningen met art-nouveau-inslag              | stadsgezicht            |                       | Antwerpen    | De Marbaixstraat 42-46      | 51° 13' 42" NB, 4° 26' 14" OL | 6713    | Gekoppelde meergezinswoningen met art-nouveau-inslag              |
| Burgerhuis in eclectische stijl                                   | stadsgezicht            |                       | Antwerpen    | De Marbaixstraat 64         | 51° 13' 43" NB, 4° 26' 13" OL | 6714    | Burgerhuis in eclectische stijl                                   |
| Eclectisch kantoorgebouw                                          |                         |                       | Antwerpen    | Dijlestraat 17              | 51° 13' 53" NB, 4° 25' 48" OL | 6730    | Eclectisch kantoorgebouw                                          |
| Pakhuizen Fédération des Sociétés Cooperatives Belges             |                         |                       | Antwerpen    | Dijlestraat 52              | 51° 13' 56" NB, 4° 25' 51" OL | 6731    | Pakhuizen Fédération des Sociétés Cooperatives Belges             |
| Cichoreifabriek Gebroeders de Beukelaar                           |                         |                       | Antwerpen    | IJzerlaan 5                 | 51° 14' 9" NB, 4° 25' 24" OL  | 6885    | Cichoreifabriek Gebroeders de Beukelaar                           |
| Pakhuis Le Globe                                                  |                         |                       | Antwerpen    | IJzerlaan 54-56             | 51° 14' 4" NB, 4° 25' 35" OL  | 6886    | Pakhuis Le Globe                                                  |
| Parochiekerk Sint-Lambertus                                       |                         |                       | Antwerpen    | Lange Lobroekstraat         | 51° 13' 54" NB, 4° 25' 41" OL | 7165    | Parochiekerk Sint-Lambertus                                       |
| Pastorie Sint-Lambertusparochie                                   |                         |                       | Antwerpen    | Lange Lobroekstraat 163     | 51° 13' 51" NB, 4° 25' 44" OL | 7167    | Pastorie Sint-Lambertusparochie                                   |
| Parochiale lagere meisjesschool en onderwijzerswoning             |                         |                       | Antwerpen    | Lange Lobroekstraat 165     | 51° 13' 52" NB, 4° 25' 44" OL | 7168    | Parochiale lagere meisjesschool en onderwijzerswoning             |
| Meergezinswoningen met winkel in art-nouveaustijl                 |                         |                       | Antwerpen    | Lange Lobroekstraat 203-207 | 51° 13' 53" NB, 4° 25' 39" OL | 7169    | Meergezinswoningen met winkel in art-nouveaustijl                 |
| Burgerhuis in art-nouveaustijl                                    |                         |                       | Antwerpen    | Lange Lobroekstraat 217     | 51° 13' 53" NB, 4° 25' 38" OL | 7170    | Burgerhuis in art-nouveaustijl                                    |
| Herberg In den Belvider                                           |                         |                       | Antwerpen    | Lange Lobroekstraat 219     | 51° 13' 54" NB, 4° 25' 38" OL | 7171    | Herberg In den Belvider                                           |
| Burgerhuis in art-nouveaustijl                                    | Monument                |                       | Antwerpen    | Lange Lobroekstraat 12      | 51° 13' 39" NB, 4° 26' 14" OL | 7172    | Burgerhuis in art-nouveaustijl                                    |
| De Dageraad                                                       |                         |                       | Antwerpen    | Lange Lobroekstraat 14      | 51° 13' 39" NB, 4° 26' 13" OL | 7173    | De Dageraad                                                       |
| Magazijn van distillerie De Sleutel                               |                         |                       | Antwerpen    | IJzerlaan 66-74             |                               | 214778  | Upload foto                                                       |
| Elektriciteitscabine                                              |                         |                       | Antwerpen    | Bredastraat 117             |                               | 300253  | Elektriciteitscabine                                              |
| Varkensuitbeenderij Dierckx                                       |                         |                       | Antwerpen    | Lange Slachterijstraat 3-5  |                               | 304646  | Upload foto                                                       |
| Burgerhuis                                                        | stadsgezicht            |                       | Antwerpen    | De Marbaixstraat 1, 1A      |                               | 307871  | Upload foto                                                       |
| Meergezinswoning                                                  | stadsgezicht            |                       | Antwerpen    | De Marbaixstraat 15         |                               | 307872  | Upload foto                                                       |
| Meergezinswoning in eclectische stijl                             | stadsgezicht            |                       | Antwerpen    | De Marbaixstraat 35         |                               | 307873  | Upload foto                                                       |
| Burgerhuis met art-nouveau-inslag                                 | stadsgezicht            |                       | Antwerpen    | De Marbaixstraat 36         |                               | 307874  | Upload foto                                                       |

## Bouwkundige gehelen
| Object                                               | Erfgoedstatus? | Bouwjaar of architect | Deelgemeente | Adres                        | Coördinaten | Nummer? | Afbeelding                                           |
| ---------------------------------------------------- | -------------- | --------------------- | ------------ | ---------------------------- | ----------- | ------- | ---------------------------------------------------- |
| De Marbaixstraat                                     | stadsgezicht   |                       | Antwerpen    | De Marbaixstraat 1-56, 58-68 |             | 113435  | Upload foto                                          |
| Sociale woonblokken ontworpen door Gebroeders De Vos |                |                       | Antwerpen    | Twee Netenstraat 16-62       |             | 301730  | Sociale woonblokken ontworpen door Gebroeders De Vos |

District Antwerpen: Antwerpen-Noord · Brederode · Centraal Station · Dam · Eilandje · Haringrode · Harmonie · Havengebied · Historisch Centrum (Oude Stad · Hoogstraat · Groenplaats) · Kiel · Linkeroever · Luchtbal-Rozemaai-Schoonbroek · Markgrave · Meirwijk · Middelheim · Schipperskwartier · Sint-Andries · Stadspark · Tentoonstellingswijk · Theaterbuurt · Universiteitsbuurt · Zuid · Zurenborg

Overige districten: Berchem · Berendrecht-Zandvliet-Lillo · Borgerhout · Deurne · Ekeren · Hoboken · Merksem · Wilrijk

Onroerend erfgoed in de provincie Antwerpen